# Miklós Bradanovic
Miklós Bradanovic, gelegentlich auch Miklos Bradanovich (Lebensdaten unbekannt), war ein serbischer Fußballspieler und Leichtathlet.

## Karriere
Bradanovic gehörte dem Altonaer FC 93 als Stürmer an und bestritt die Saison 1902/03 in der vom Hamburg-Altonaer Fußball-Bund organisierten Meisterschaft in der I. Klasse. Mit der gewonnenen Meisterschaft nahm er mit seiner Mannschaft an der ersten Endrunde um die Deutsche Meisterschaft teil. In dem am 3. Mai 1903 auf der Altonaer Exerzierweide ausgetragenen Viertelfinale gegen den Magdeburger FC Viktoria 1896 erzielte er beim 8:1-Sieg das Tor zum 1:0 in der 45. und zum 7:1 in der 90. Minute. 14 Tage später traf er mit seiner Mannschaft auf den VfB Leipzig und verlor das – regelwidrig – auf dem Leipziger Sportplatz ausgetragene Halbfinale mit 3:6, wobei ihm ein Tor gelang.

## Erfolge
- HAFB-Meister 1903

## Sonstiges
Am 6. September 1903 nahm er in Hamburg an den Deutschen Leichtathletikmeisterschaften teil und gewann den 1500-Meter-Lauf in 4:24,6 Minuten.